# Cristóbal Maldonado
Cristóbal Maldonado (Asunción, 12 de octubre de 1950-Presidente Franco, 20 de octubre de 2019) fue un futbolista y director técnico paraguayo que jugaba en la posición de centrocampista. Como futbolista fue integrante de la selección de fútbol sub-20 de Paraguay campeona del Campeonato Sudamericano Sub-20 de 1971.

## Trayectoria
Jugó en la máxima categoría de la liga paraguaya con el Club Libertad y en la temporada 1973-1974 estuvo en las filas del Real Madrid Castilla.

### Selección nacional
En 1971 fue integrante de la selección de fútbol sub-20 de Paraguay que participó en el Campeonato Sudamericano Sub-20 de 1971 consagrándose campeón con su equipo.
De 1972 a 1977 disputó un total de 12 partidos con la categoría mayor de la selección de fútbol de Paraguay, participando en la Copa América 1975.

### Entrenador
En 2001 y 2005 fue entrenador de la selección de fútbol sub-20 de Paraguay.

## Fallecimiento
Falleció en la ciudad de Presidente Franco en Paraguay a la edad de 69 años en la madrugada del 20 de octubre del año 2019 tras sufrir un infarto.

## Clubes
| Club                 | País     | Año         |
| -------------------- | -------- | ----------- |
| Club Libertad        | Paraguay | 1971        |
| Real Madrid Castilla | España   | 1973 - 1974 |
| Club Libertad        | Paraguay | 1975 - 1978 |

## Palmarés

### Títulos nacionales
| Título           | Club          | País     | Año  |
| ---------------- | ------------- | -------- | ---- |
| Primera División | Club Libertad | Paraguay | 1976 |

### Títulos internacionales
| Título                  | Equipo          | Sede     | Año  |
| ----------------------- | --------------- | -------- | ---- |
| Campeonato Sudamericano | Paraguay Sub-20 | Paraguay | 1971 |